# Снова Испания
Снова Испания (исп. España otra vez) — испанский фильм 1969 года, драма режиссёра Хайме Камино.

## Создание
Состоятельный испанский бизнесмен Мануэль Фернандес Паласиос захотел снять свою любовницу, танцовщицу Мануэлу Варгас, в фильме. Для этого он вместе с коллегой Хуаном Карлосом Викторикой создал кинокомпанию «Пандора». Они наняли молодого, но уже зарекомендовавшего себя режиссёра Хайме Камино, которому нужно было написать сценарий с Варгас в главной женской роли. Он справился с этой задачей с помощью Романа Губерна, а для доработки сценария пригласил опального американского сценариста Альву Бесси. Бесси участвовал в гражданской войне в составе интербригад, а потому должен был лучше понимать главного героя.
На главную мужскую роль Камино пытался пригласить большую голливудскую звезду, но бюджета хватило лишь на звезду второго эшелона, Марка Стивенса. Сценарий фильма, главный герой которого сражался против существующего испанского режима, предсказуемо подвергся значительно корректировке цензоров. В конце 1967 года начались съёмки фильма, во время которых Камино постоянно жаловался коллегам на бездарную актёрскую игру Варгас. Паласиос вскоре после выхода фильма вернулся от любовницы к жене, и «Снова Испания» осталась единственным фильмом «Пандоры».

## Сюжет
Доктор Фостер приезжает на медицинскую конференцию в Испанию. В последний раз он был в этой стране во время гражданской войны, когда ухаживал за ранеными республиканцами. Теперь доктор пытается найти свою возлюбленную, которую он встретил и потерял во время войны. Но вместо неё он находит её дочь Марию, в которую тоже влюбляется.

## Актёры
| Актёр                 | Роль                |
| --------------------- | ------------------- |
| Марк Стивенс          | доктор Дэвид Фостер |
| Мануэла Варгас        | Мария               |
| Марианна Кох          | Кэти Фостер         |
| Энрике Хименес        | маэстро Мигель      |
| Луис Серрет           | Мануэль Оливер      |
| Луис Сихес            | падре Хакинто       |
| Хоакин Пухоль         | Хихо де Мануэль     |
| Альберто Берко        | доктор Гавотти      |
| Альберто Пуиг         | доктор Томас        |
| Флор де Бетаниа Абреу | Тереса              |
| Мануэль Муньис        | странный человек    |
| Альва Бесси           | доктор Томпсон      |

## Реакция
Фильм вышел на экраны в феврале 1969 года, и получил положительные отзывы, Варгас удостоилась многочисленных похвал. В мае фильм участвовал в конкурсной программе Каннского кинофестивале, а по итогам года завоевал главный приз (и миллион песет) национальной кинопремии. Кинокартина была выдвинута на «Оскар» за лучший фильм на иностранном языке от Испании, но не попала в список номинантов.